# George Atwood
George Atwood (Westminster, ottobre 1745 – Westminster, 11 luglio 1807) è stato un matematico, inventore e scacchista inglese.
Inventò una macchina, chiamata macchina di Atwood, che consente di illustrare la legge del moto uniformemente accelerato.  Fu anche un forte giocatore di scacchi, ed ebbe l'idea di trascrivere molte partite giocate da lui stesso e da altri, incluso il maggiore dei maestri del suo tempo, François-André Danican Philidor, lasciando in tal modo alle generazioni successive una preziosa documentazione storica.

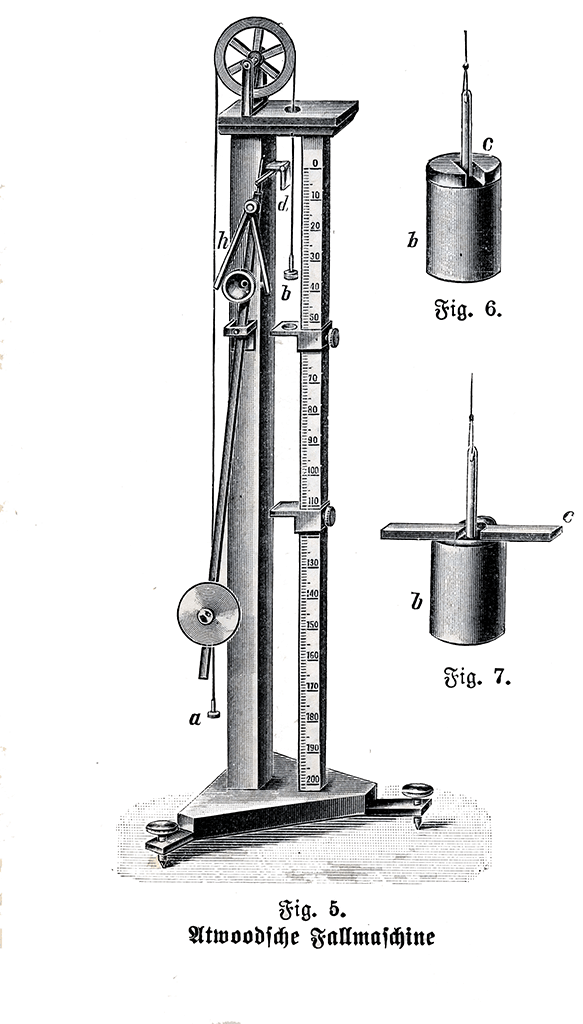
Raffigurazione di una macchina di Atwood.

## Biografia
La precisa data di nascita di Atwood non è nota, ma si presume che cada pochi giorni prima del suo battesimo, celebrato il 15 ottobre  1745.
Frequentò la Westminster School e nel 1765 fu ammesso al Trinity College, Cambridge. Si laureò nel 1769 classificato come terzo wrangler, cioè come terzo tra gli studenti che avevano superato il Mathematical tripos del terzo anno con valutazioni di prima classe; inoltre ottenne lo Smith's Prize alla sua prima edizione.
Successivamente divenne borsista e tutore del Trinity college nel 1776 fu eletto membro della Royal Society di Londra.
Nel 1784 lascio` Cambridge e poco dopo gli fu assegnato da William Pitt il giovane l'incarico di Patent searcher of the Customs, incombenza che gli richiedeva un impegno assai ridotto; questo gli ha consentito di dedicare una considerevole parte del suo tempo alla matematica e alla fisica. Come risultato dei suoi studi, pubblicò uno studio presso la Royal Society, sul metodo per ottenere la lunghezza del braccio di raddrizzamento in base all'angolo di sbandamento di una nave. Fu un notevole passo avanti nello studio analitico della stabilità delle navi.
Gli è stato dedicato il cratere Atwood sulla Luna.

## Opere

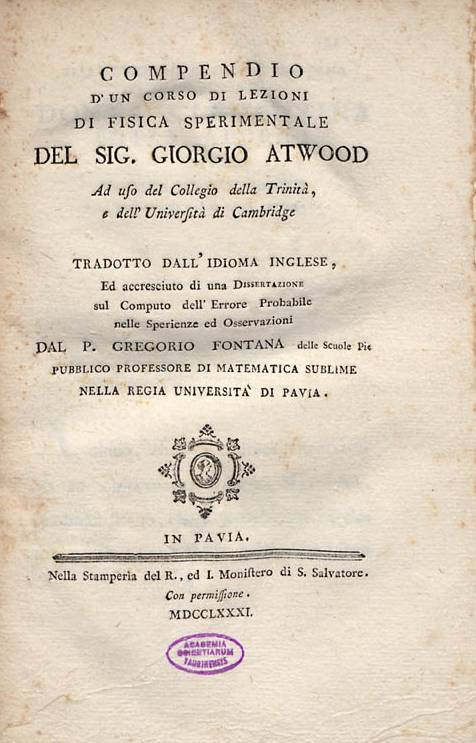
Compendio d'un corso di lezioni di fisica sperimentale (Description of the experiments, intended to illustrate a course of lectures, on the principles of natural philosophy), edizione a cura di Gregorio Fontana, 1781

- Description of the experiments, intended to illustrate a course of lectures, on the principles of natural philosophy, Pavia, Stamperia del Monastero di S. Salvatore <Pavia>, 1781.
- Analysis of a Course of Lectures on the Principles of Natural Philosophy (Cambridge, 1784).
- Treatise on the Rectilinear Motion and Rotation of Bodies (Cambridge, 1784): presenta alcuni interessanti esperimenti che consentono di osservare visivamente; inoltre descrive la macchina conosciuta con il suo nome per la verifica sperimentale delle leggi sul moto uniformemente accelerato.
- Review of the Statutes and Ordinances of Assize which have been established in England from the 4th year of King John, 1202, to the 37th of his present Majesty (London, 1801), lavoro di ricerca storica.
- Dissertation on the Construction and Properties of Arches (London, 1801).

Tutti gli altri articoli pubblicati da Atwood sono comparsi su Philosophical Transactions; per uno di questi ha ottenuto la Copley Medal.
Le partite di scacchi giocate da Atwood sono state pubblicate da George Walker a Londra nel 1835, con il titolo A Selection of Games at Chess, actually played by Philidor and his Contemporaries.